# 三阳城遗址
三阳城遗址位于中国云南省大理州大理市银桥镇苍山三阳峰麓、灵泉溪南岸，建于南诏，是南诏、大理国时期的一段防御性城墙，有拱卫阳苴咩城之用，元以后逐渐废弃。在当地也被称为“白王城”。
原城墙西起溪口内延1公里处，东顺灵泉溪延至洱海边，总长约7千米。现存三阳峰麓至214国道一段1,500余米，以及西城尾村西一段300余米，残高3-4米、基宽10米，全为夯土墙。1983年考察时，在城墙下段发现大量南诏有字瓦。
1985年9月20日，公布为第一批大理市文物保护单位；2013年10月23日，公布为第五批大理州文物保护单位。